# Guangzhou International Sports Arena
Guangzhou International Sports Arena is een overdekte arena in de Chinese stad Guangzhou, die in september 2010 werd voltooid. De arena wordt meestal gebruikt voor basketbalwedstrijden en heeft een capaciteit van 18.000 toeschouwers.
In de arena worden af en toe concerten gegeven. De Amerikaanse zangeres Katy Perry gaf in de arena haar eerste show in China. De show maakte deel uit van The Prismatic World Tour. Ook Westlife en Ariana Grande gaven er een optreden.